# 渡邉真子
渡邉 真子（わたなべ　まこ、1986年12月19日 ‐ ）は、日本の脚本家。東京都出身。明治学院大学法学部卒。所属事務所はU.F.O. カンパニー。

## 略歴
明治学院大学法学部卒業後、フリーランスの雑誌記者として活動。シナリオセンターにて脚本執筆を学び、2014年に第4回TBS連ドラ・シナリオ大賞で大賞を受賞。同年、TBSのスペシャルドラマ「このミステリーがすごい！ベストセラー作家からの挑戦状」の一篇、『残されたセンリツ』で脚本家デビュー。

## 作品

### テレビドラマ
- このミステリーがすごい! ベストセラー作家からの挑戦状『残されたセンリツ』（2014年12月29日、TBS）  - 髙橋麻紀と共同脚本
- 表参道高校合唱部!（2015年7月期、TBS） - 第1〜7話 脚本協力、第8話はますもとたくやと共同脚本、第9話は田辺茂範との共同脚本、第10話は中園勇也、成田紀子との連盟で脚本協力
- 悪党たちは千里を走る（2016年1月期、TBS） - 全10話・単独脚本
- せいせいするほど、愛してる（2016年7月期、TBS） - 第2、3、5話は李正美と共同脚本、第6話は井上聖司と共同脚本、第8、10話は単独脚本
- CDTVスペシャル クリスマス音楽祭2017 スペシャルドラマ「愛が呼ぶほうへ」（2017年12月、TBS） - 脚本
- 月曜名作劇場　『はぐれ署長の殺人急行4　日光・鬼怒川連続殺人』（2018年7月9日、TBS） - 脚本
- チア☆ダン（2018年7月期、TBS） - 第7話のみ・単独脚本
- プリティが多すぎる（2018年10月期、日本テレビ） - 第3〜10話・単独脚本
- モンローが死んだ日（2019年1月期、NHKBSプレミアム） - 全4話・岡田惠和との共同脚本
- 恋はつづくよどこまでも（2020年1月期、TBS） - 第7、9話は金子ありさとの共同脚本
- 一億円のさようなら（2020年9月27日 ‐ 11月15日、NHKBSプレミアム） - 全8話・単独脚本
- 特集ドラマ　『少年寅次郎　スペシャル』（2020年12月4日・12月11日、NHK総合） - 脚本協力
- ムチャブリ! わたしが社長になるなんて（2022年1月期、日本テレビ） - 全10話・単独脚本
- 理想ノカレシ（2022年6月1日 - 7月20日、TBS） - 原案
- スターチャンネル オリジナルドラマ「５つの歌詩（うた）」「空を読む」「TRUE, BABY TRUE.」（2022年、スターチャンネルEX、BS10スターチャンネル） -  脚本
- こっち向いてよ向井くん（2023年7月期、日本テレビ） - 脚本
- 先生さようなら（2024年1月期、日本テレビ） - 脚本
- 恋は闇（2025年4月16日 - 、日本テレビ）- 脚本

### 配信ドラマ
- ボイス 110緊急指令室　Call Back（2019年9月21日、Hulu） - 脚本
- レッドアイズ 監視捜査班 The First Mission（2021年3月20日、Hulu） - 脚本
- 家庭教師のトラコ　トラコのいない自習時間（2022年9月7日・9月21日、Hulu） - 脚本

### 映画
- 凜-りん-（2019年2月22日、KATSU-do・吉本興業） - 脚本
- 余命10年（2022年3月4日、ワーナー・ブラザース映画）- 岡田惠和と共同脚本